# Fred Vinson
Frederick O'Neal Vinson, detto Fred (Murfreesboro, 28 gennaio 1971), è un ex cestista e allenatore di pallacanestro statunitense, professionista nella NBA, in Europa e Sudamerica.

## Palmarès
- Campione CBA (2003)
- Miglior tiratore da tre punti CBA (2003)
- All-ABA Honorable Mention Team (2006)